# Герасименко Наталія Петрівна
Герасименко Наталія Петрівна (*8 лютого 1953 року) — український палеогеограф, доктор географічних наук, професор Київського національного університету імені Тараса Шевченка.

## Біографія
Народилась 8 лютого 1953 року в Києві.Закінчила у 1975 році географічний факультет Київського університету. З 2005 року працює на посаді професора кафедри землезнавства та геоморфології. Кандидатська дисертація «Реконструкція палеоландшафтів Київського Придніпров'я (плейстоцен і пліоцен)» захищена у 1985 році (науковий керівник — д.геол.-мін.н. Веклич М. Ф.), докторська дисертація «Розвиток зональних ландшафтів території України у четвертинному періоді» захищена у 2004 році (науковий консультант — д.г.н. Матвіїшина Ж. М.).
Член комісії із четвертинної стратиграфії Європи Міжнародної спілки четвертинників (INQUA), вчений секретар Національного комітету географів України, Національного комітету четвертинників INQUA

## Наукові праці
Досліджує палеогеографію та стратиграфію четвертинного періоду, вивчає еволюцію плейстоценових і голоценових ландшафтів, палеоекологію давньої людини на території України. Вдосконалює палеопедологічний та спорово-пилковий методи дослідження, спрямовані на реконструкцію давніх ґрунтів та рослинності як індикаторів давніх ландшафтів та клімату.
Автор понад 200 наукових праць, 9 монографій у співавторстві. Автор карт Національного атласу України. Основні праці:
1. Палеогеографія Київського Придніпров'я. — К., 1984 (у співавторстві).
2. Палеогеографічні етапи та детальні стратиграфічні схеми плейстоцену і пліоцену України: У 2-х томах. — К., 1993 (у співавторстві).
3. Проблеми охорони геологічної спадщини України. — К., 1999 (у співавторстві).
4. (англ.) The Middle and Upper Paleolith of the Easten Crimea. Льєж, 2004 (у співавторстві).
5. (англ.) Paleoenvironment of the Crimea during the Last Interglacial. Kologne, 2005 (у співавторстві).